# Separatore D'Arbela
Il separatore D'Arbela è un dispositivo elettromeccanico progettato e costruito per interrompere il circuito elettrico ad alta tensione delle locomotive elettriche a corrente continua italiane tra il pantografo e il circuito elettrico di bordo.
Sin dalla nascita della trazione in corrente continua a 3 000 volt si rese necessario, sui mezzi di trazione, un sistema capace di proteggere i circuiti in alta tensione delle locomotive in caso di guasti.
A tal proposito, vennero inseriti nel circuito delle locomotive dei relè che in caso di superamento di determinati valori di assorbimento di corrente, facessero intervenire tempestivamente tali protezioni.
Il problema più gravoso era però quello di interrompere il flusso elettrico globale che, in alcuni casi, raggiunge anche valori di migliaia di Ampere.
Il separatore D'Arbela (dal nome del progettista, ingegnere Alfredo D'Arbela) venne costruito a tale scopo; era costituito da un contattore, attraverso cui passava tutta la corrente assorbita dalla macchina, posto in parallelo ad una valvola fusibile ad alta tensione, che veniva azionato mediante servomotore pneumatico.
In caso di intervento del circuito di protezione, aprendosi il contattore, tutta la corrente passando attraverso la valvola fusibile fondendosi interrompeva il circuito. Ciò evitava che l'extracorrente di apertura del circuito bruciasse saldandoli i contatti dato che il lavoro gravoso di interruzione veniva demandato al fusibile. 
L'inconveniente maggiore del sistema era rappresentato dalla necessità di sostituire ogni volta il fusibile ad alta tensione per il ripristino funzionale dei circuiti. 
Questo in condizioni piuttosto difficili e pericolose, visto che il fusibile era normalmente ubicato sull'imperiale (che in linguaggio tecnico è il tetto della locomotiva).
Nel corso degli anni il separatore è stato installato a bordo di numerosi modelli di locomotive (E.626, E.428, E.326 nella variante D'Arbela-Greco, E.636, E.424) e ne ha costituito un valido elemento di protezione, pur con qualche inconveniente, (difficoltà nella sostituzione della valvola e a volte esplosione della stessa).
Il separatore rimarrà l'unico sistema di protezione dei circuiti ad alta tensione delle locomotive a corrente continua italiane fino all'avvento, negli anni sessanta, dei primi modelli di interruttore extrarapido.